# Katjoesja Team/2012
Deze pagina geeft een overzicht van de Katjoesja-wielerploeg in 2012. Het team is dit seizoen een van de 18 teams die het recht hebben, maar ook de plicht, deel te nemen aan alle wedstrijden van de UCI World Tour.

## Algemeen
Algemeen manager: Hans-Michael Holczer
Teammanagers: Christian Henn, Valerio Pivo, Theo Maucher
Ploegleiders: Maurio Chiesa, Claudio Cozzi, Dmitri Konysjev, Torsten Schmidt, Erik Zabel, Uwe Peschel, Gennadi Michajlov
Fietsmerk: Canyon
Kleding: Santini SMS
Budget: niet bekend
Kopmannen: Óscar Freire, Denis Mensjov, Joaquim Rodríguez, Daniel Moreno

## Renners
| Naam                   | Geboortedatum | Nationaliteit | Ploeg 2011         |
| ---------------------- | ------------- | ------------- | ------------------ |
| Maksim Belkov          | 09-01-1985    | Rusland       | Vacansoleil-DCM    |
| Pavel Broett           | 29-01-1982    | Rusland       |                    |
| Giampaolo Caruso       | 15-08-1980    | Italië        |                    |
| Xavier Florencio       | 26-12-1979    | Spanje        | Geox-TMC           |
| Óscar Freire           | 15-02-1976    | Spanje        | Rabobank           |
| Denis Galimzjanov      | 07-03-1987    | Rusland       |                    |
| Vladimir Goesev        | 04-02-1982    | Rusland       |                    |
| Marco Haller           | 01-04-1991    | Oostenrijk    | neoprof            |
| Joan Horrach           | 27-03-1973    | Spanje        |                    |
| Petr Ignatenko         | 27-09-1987    | Rusland       |                    |
| Michail Ignatiev       | 07-05-1985    | Rusland       |                    |
| Vladimir Isajtsjev     | 26-04-1986    | Rusland       |                    |
| Alexander Kristoff     | 05-07-1987    | Noorwegen     | BMC Racing Team    |
| Timofej Kritski        | 24-01-1987    | Rusland       |                    |
| Aljaksandr Koetsjynski | 27-10-1979    | Wit-Rusland   |                    |
| Alberto Losada         | 28-02-1982    | Spanje        |                    |
| Denis Mensjov          | 25-01-1978    | Rusland       | Geox-TMC           |
| Daniel Moreno          | 05-09-1981    | Spanje        |                    |
| Luca Paolini           | 17-01-1977    | Italië        |                    |
| Aleksandr Porsev       | 21-02-1986    | Rusland       |                    |
| Joaquim Rodríguez      | 12-05-1979    | Spanje        |                    |
| Rüdiger Selig          | 19-02-1989    | Duitsland     | Team Leopard-Trek  |
| Gatis Smukulis         | 15-04-1987    | Letland       | Team HTC-High Road |
| Simon Špilak           | 23-06-1986    | Slovenië      | Lampre             |
| Joeri Trofimov         | 26-01-1984    | Rusland       |                    |
| Aleksej Tsatevitsj     | 05-07-1987    | Rusland       | Itera-Katjoesja    |
| Maxime Vantomme        | 08-03-1986    | België        |                    |
| Ángel Vicioso          | 13-04-1977    | Spanje        | Androni Giocattoli |
| Edoeard Vorganov       | 01-12-1982    | Rusland       |                    |

## Belangrijke overwinningen
| Tour Down Under 4e etappe: Óscar Freire Ruta del Sol 3e etappe: Óscar Freire 4e etappe: Daniel Moreno Ronde van Murcia 2e etappe: Aleksandr Serov Tirreno-Adriatico 6e etappe: Joaquim Rodríguez Driedaagse van De Panne-Koksijde 3e etappe A: Alexander Kristoff Puntenklassement: Alexander Kristoff GP Indurain Winnaar: Daniel Moreno Volta Limburg Classic Winnaar: Pavel Broett Ronde van de Sarthe 1e etappe: Denis Galimzjanov Ronde van het Baskenland 4e etappe: Joaquim Rodríguez 5e etappe: Joaquim Rodríguez Ploegenklassement: Joaquim Rodríguez, Simon Špilak, Daniel Moreno, Edoeard Vorganov, Joeri Trofimov, Ángel Vicioso, Giampaolo Caruso, Alberto Losada | Waalse Pijl Winnaar: Joaquim Rodríguez Ronde van Romandië Bergklassement: Petr Ignatenko Puntenklassement: Petr Ignatenko Ronde van Italië 10e etappe: Joaquim Rodríguez 17e etappe: Joaquim Rodríguez Puntenklassement: Joaquim Rodríguez Critérium du Dauphiné 2e etappe: Daniel Moreno 7e etappe: Daniel Moreno Ronde van Zwitserland 5e etappe: Vladimir Isajtsjev NK wielrennen Rusland - wegwedstrijd: Edoeard Vorganov Rusland - tijdrit: Denis Mensjov Letland - tijdrit: Gatis Smukulis Ronde van Burgos 1e etappe: Daniel Moreno 2e etappe: Daniel Moreno Eindklassement: Daniel Moreno | Ronde van Spanje 6e etappe: Joaquim Rodríguez 12e etappe: Joaquim Rodríguez 14e etappe: Joaquim Rodríguez 20e etappe: Denis Mensjov Ronde van Denemarken 4e etappe: Alexander Kristoff Ronde van Lombardije Winnaar: Joaquim Rodríguez Ronde van Peking 4e etappe: Marco Haller |

2006 · 2007 · 2008 · 2009 · 2010 · 2011 · 2012 · 2013 · 2014 · 2015 · 2016 · 2017 · 2018 · 2019
AG2R-La Mondiale · Astana · BMC Racing Team · Euskaltel-Euskadi · FDJ-Big Mat · Team Garmin-Sharp-Barracuda · Katjoesja · Lampre-ISD · Liquigas-Cannondale · Lotto-Belisol · Team Movistar · Omega Pharma-Quick Step · Orica-GreenEdge · Rabobank · RadioShack-Nissan-Trek · Saxo Bank-Tinkoff Bank · Sky ProCycling · Vacansoleil-DCM